# Philippe Carron
Philippe Carron (* 6. April 1944 in Bagnes) ist ein ehemaliger Schweizer Autorennfahrer.

## Karriere im Motorsport
Philippe Carron war in seiner Karriere dreimal für das Rennteam seines Freundes André Wicky beim 24-Stunden-Rennen von Le Mans am Start. 1973 bestritt er das Rennen gemeinsam mit Wicky und Max Cohen-Olivar auf einem Porsche 908/2 und wurde 21. in der Gesamtwertung. 1974 und 1975 fielen die eingesetzten Rennfahrzeuge vorzeitig aus.

## Statistik

### Le-Mans-Ergebnisse
| Jahr | Team                    | Fahrzeug          | Teamkollege      | Teamkollege  | Platzierung | Ausfallgrund     |
| ---- | ----------------------- | ----------------- | ---------------- | ------------ | ----------- | ---------------- |
| 1973 | André Wicky Racing Team | Porsche 908/2     | Max Cohen-Olivar | André Wicky  | Rang 21     |                  |
| 1974 | Wicky Racing Team       | De Tomaso Pantera | Max Cohen-Olivar |              | Ausfall     | Getriebeschaden  |
| 1975 | Wicky Racing Team       | Porsche 908/2     | Max Cohen-Olivar | Joël Brachet | Ausfall     | Kupplungsschaden |

### Einzelergebnisse in der Sportwagen-Weltmeisterschaft
| Saison | Team            | Rennwagen         | 1   | 2   | 3   | 4   | 5   | 6   | 7   | 8   | 9   | 10  | 11  | 12  | 13  |
| ------ | --------------- | ----------------- | --- | --- | --- | --- | --- | --- | --- | --- | --- | --- | --- | --- | --- |
| 1966   | Philippe Carron | Austin-Mini       | DAY | SEB | MON | TAR | SPA | NÜR | LEM | MUG | CCE | HOK | SIM | NÜR | ZEL |
| 1966   | Philippe Carron | Austin-Mini       |     |     |     |     |     |     |     | 76  |     |     |     |     |     |
| 1973   | Wicky Racing    | Porsche 908       | DAY | VAL | DIJ | MON | SPA | TAR | NÜR | LEM | ZEL | WAT |     |     |     |
| 1973   | Wicky Racing    | Porsche 908       |     |     |     |     | 21  |     |     |     |     |     |     |     |     |
| 1974   | Wicky Racing    | De Tomaso Pantera | MON | SPA | NÜR | IMO | LEM | ZEL | WAT | LEC | BRH | KYA |     |     |     |
| 1974   | Wicky Racing    | De Tomaso Pantera |     | DNF |     |     |     |     |     |     |     |     |     |     |     |